# Kumchon
Kumchon est le siège d'un arrondissement de la province du Hwanghae du Nord en Corée du Nord situé à 36 km au nord-ouest de Kaesong. 

## Géographie
L'arrondissement s'étend le long de la rive gauche du Ryesong, un fleuve côtier qui le sépare des arrondissements de Phyongsan, Pongchon et Paechon. À l'est, les dernières collines de la chaine des monts Masikryong le séparent des arrondissements de Singye, Tosan, Jangphung et Kaephung ainsi que de la ville de Kaesong. Ce sont l'Ungdoksan, le Gunjangsan (351 m), le Taedunsan (760 m), le Jesoksan (744 m) et le Tusoksan (415 m). Les températures moyennes oscillent entre –8,4 °C en janvier et 25 °C en aout pour 1400 mm de précipitations annuelles avec un maximum en été. Kumchon-up et Kyejong-ri se trouvent sur la ligne Pyongbu, la voie ferrée reliant Pyongyang à Kaesong et sont aussi desservies par l'autoroute de la réunification.
Entre 2010 et 2012, une petite centrale électrique de 10 MW installée dans un barrage haut de 14 mètres est construite sur le Ryesong dans la commune de Paekyang dans le cadre d'un partenariat entre la compagnie d'électricité de Kumchon et la Topic Energo s.r.o (Rép. Tchèque).

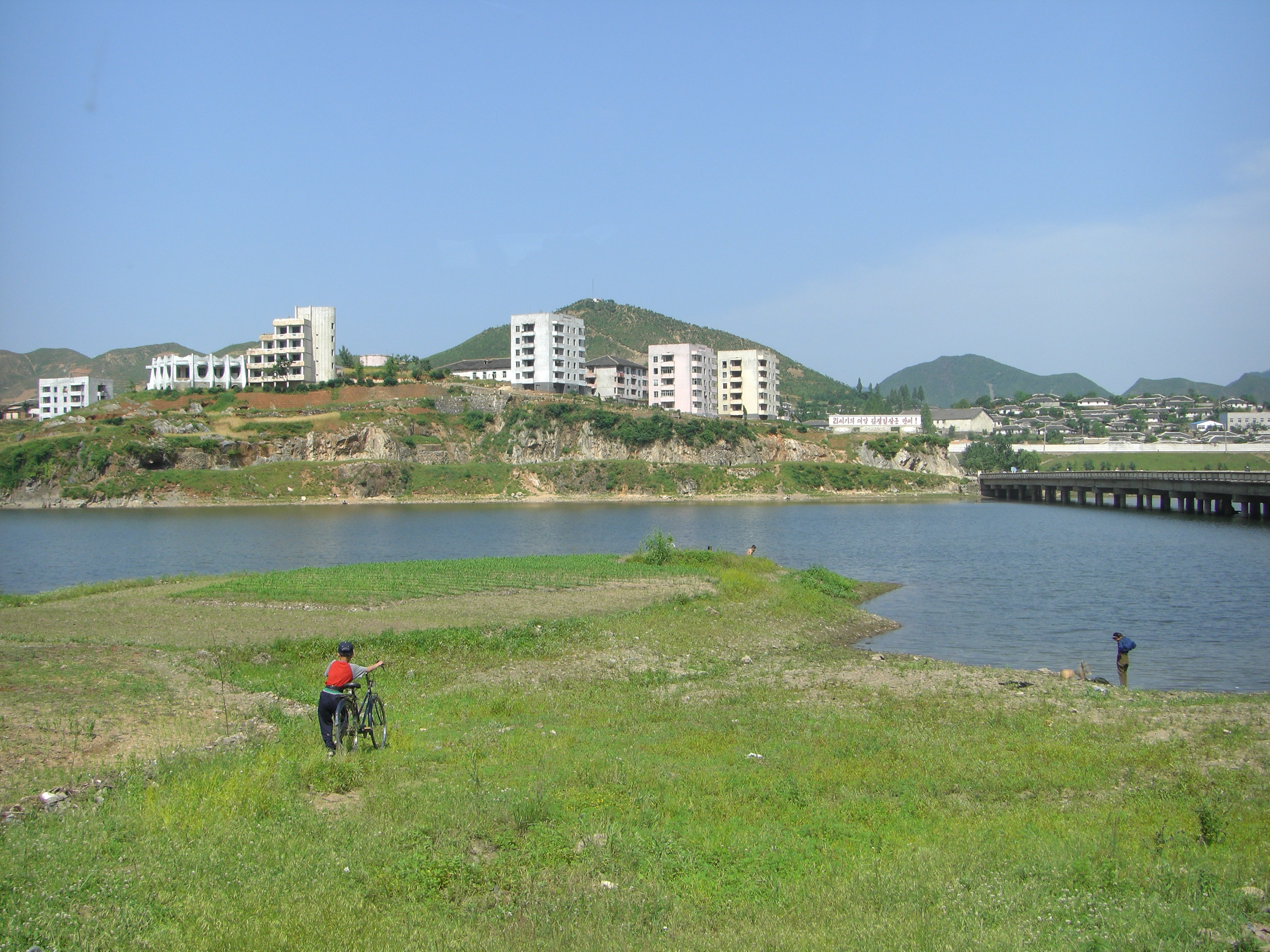
Entrée sud-ouest de Kumchon-up

L'arrondissement de Kumchon (Kumchon-gun) rassemble un bourg (up) et 14 communes (ri) :
- Kumchon-up (금천읍)
- Hyonnae-ri (현내리)
- Kangbuk-ri (강북리)
- Kangnam-ri (강남리)
- Kyejong-ri (계정리)
- Munmyong-ri (문명리)
- Namjong-ri (남정리)
- Paekma-ri (백마리)
- Paekyang-ri (백양리)
- Ryanghap-ri (량합리)
- Ryongsong-ri (룡성리)
- Singang-ri (신강리)
- Toksan-ri (덕산리)
- Wolam-ri (월암리)
- Wonmyong-ri (원명리)

## Historique des députations de la circonscription de Kŭmch'ŏn (414e)
- XIème législature (2003-2009) : Ri Yong Sun (Hangeul:리용선)
- XIIème législature (2009-2014) : Kim Chung Ok (Hangeul: 김정옥 Hanja:金正玉)
- XIIIème législature (2014-2019) : Kim Wan Su (Hangeul: 김완수)